# St. Lambertus (Ascheberg)

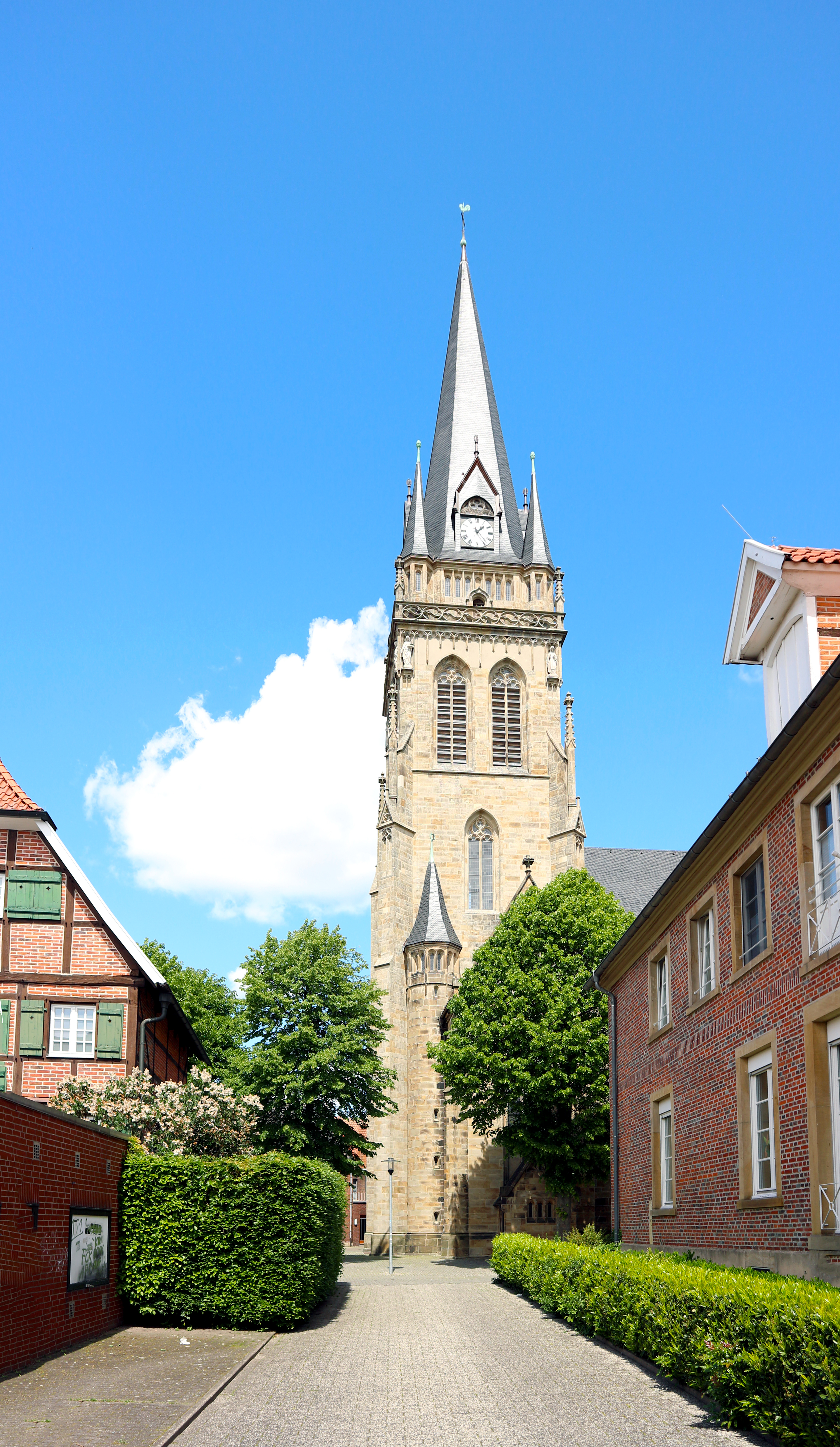
Turm der Lambertuskirche

Die katholische Pfarrkirche St. Lambertus ist ein denkmalgeschütztes Kirchengebäude in Ascheberg, einer Gemeinde im Kreis Coesfeld in Nordrhein-Westfalen.

## Geschichte und Architektur
Die um 1022 erstmals urkundlich erwähnte Kirche, ist wahrscheinlich eine Urpfarre des heiligen Liudger, sie wurde wohl bis zur Mitte des neunten Jahrhunderts gegründet. Die weiträumige spätgotische Hallenkirche von vier Jochen mit hochaufsteigenden Gewölben ist mit hohen dreibahnigen Maßwerkfenstern mit Fischblasenfigurationen ausgestattet. Unter dem südöstlichen Fenster findet sich die Bezeichnung 1524. Der rechteckige Chor wurde 1737 nach einem Entwurf von Johann Conrad Schlaun aus Backstein gebaut. Der reich geschmückte neugotische Westturm mit zweigeschossigen Kapellenanbauten wurde 1909 unter der Bauleitung des Mainzer Dombaumeisters Ludwig Becker angefügt. Der Kirchturm wurde im September 2016 von der LWL-Denkmalpflege, Landschafts- und Baukultur in Westfalen als Denkmal des Monats in Westfalen-Lippe ausgezeichnet.

## Ausstattung

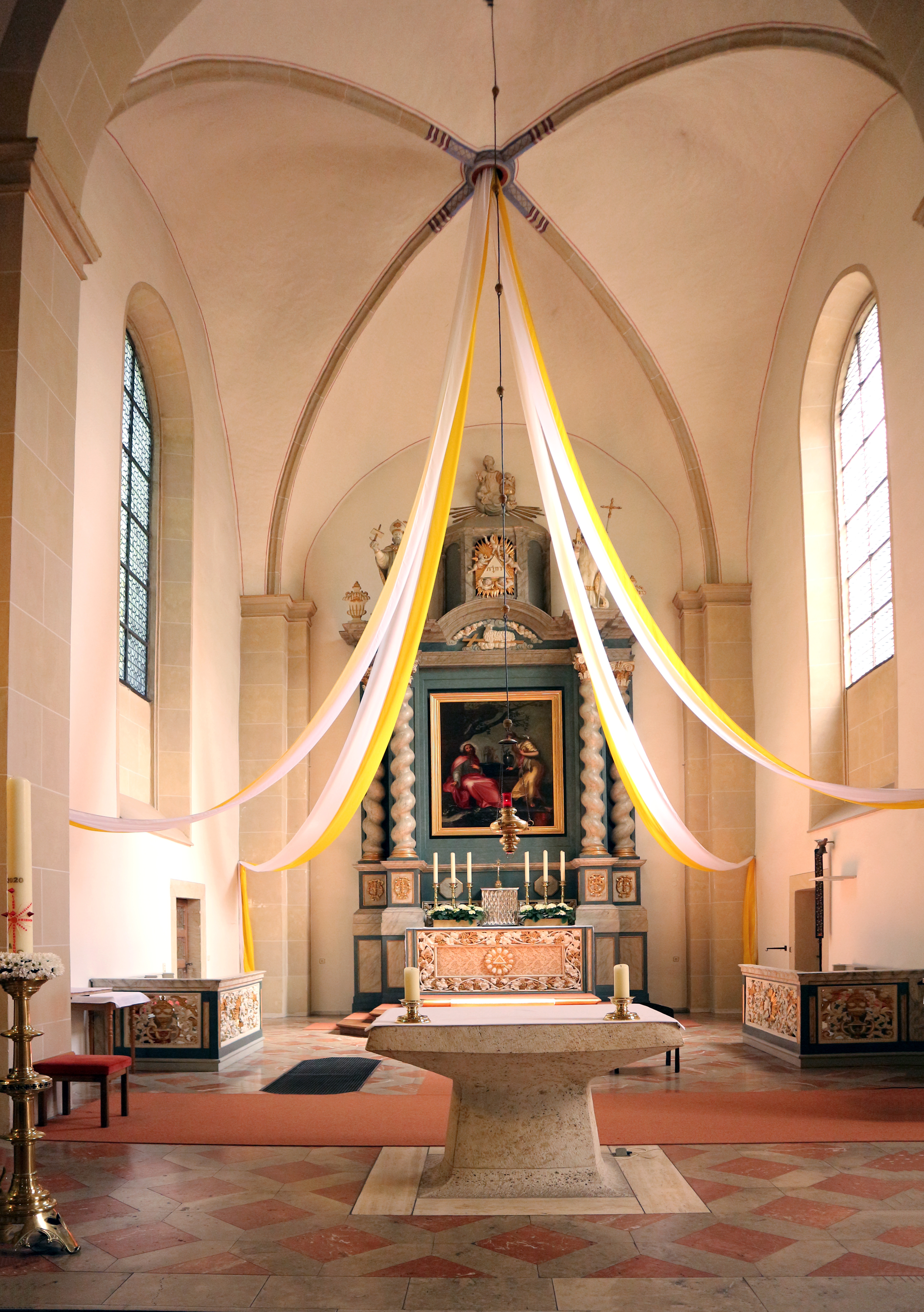
Hochaltar der Lambertuskirche

- Geschnitzter Hochaltaraufsatz mit Heiligenfiguren aus Amersfoort von 1697
- geschnitzte barocke Kommunionbank (wurde 1959 erworben)
- geschnitztes barockes Chorgestühl (wurde 1959 erworben)
- Das Altarbild aus dem 17. Jahrhundert, mit Darstellung der Kreuzabnahme, stammt ursprünglich aus einer Kirche in Kirchhundem.
- Achteckiger Taufstein mit Maßwerkdekor aus der Erbauungszeit der Kirche
- Doppelmadonna von 1690[3]

### Heiligenfiguren
An der Rückwand unterhalb der Orgelbühne sieht man vier steinerne Heiligenfiguren im neogotischen Stil. Es sind St. Antonius von Padua, der Erzengel Michael, St. Josef und St. Aloysius. Sie sind Arbeiten des aus Ascheberg stammenden Bildhauers Anton Rüller. 

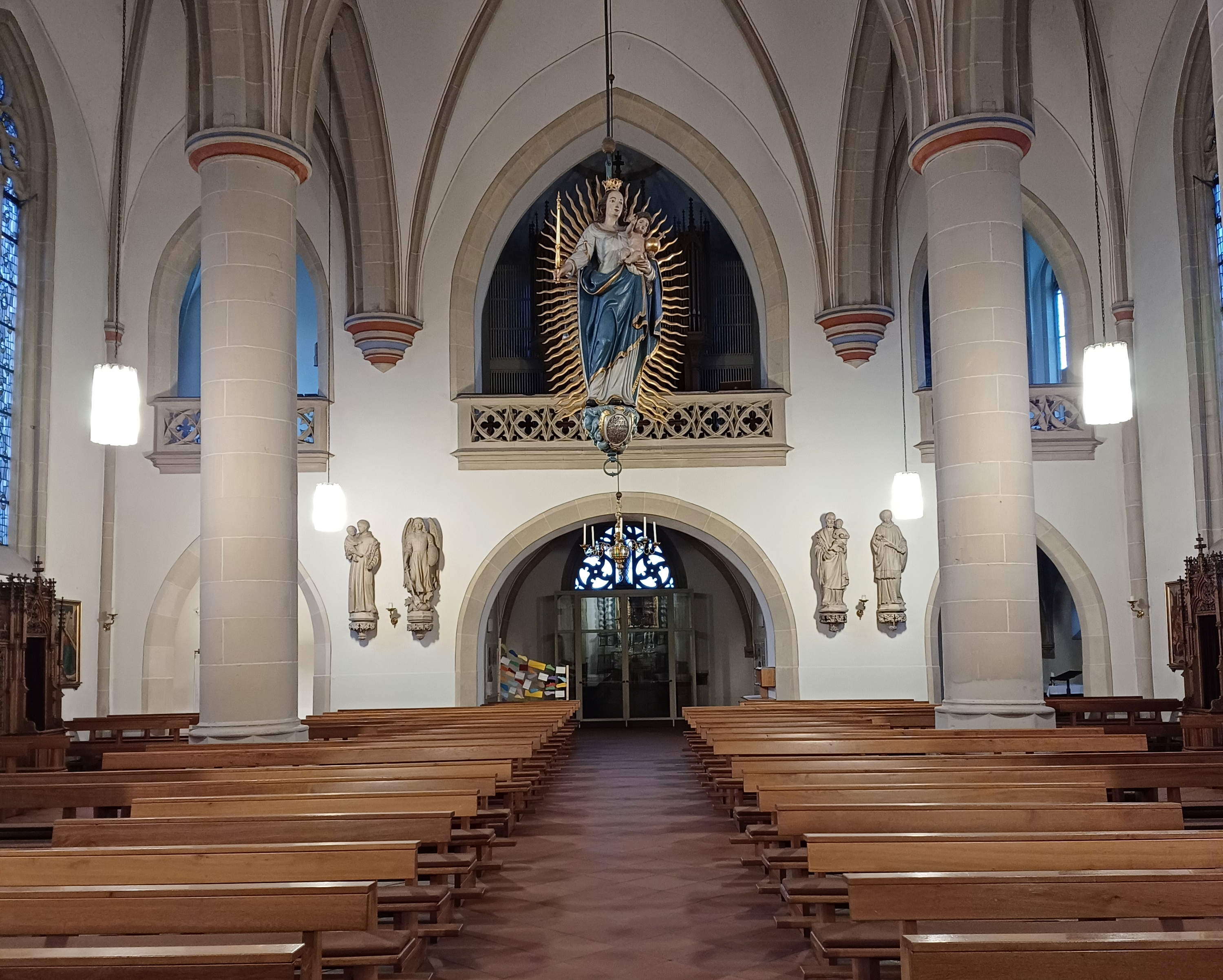
Blick auf die Orgelempore mit Heiligenfiguren von Anton Rüller

Von demselben stammen auch die außen am Turm angebrachten Heiligenfiguren. Besonders erwähnenswert ist die Figur des Hl. Lambertus, der mit einem Modell der Ascheberger Kirche in der Hand geschaffen wurde.

### Glocken
Im Turm hängt ein sechsstimmiges Bronzegeläut mit Glocken aus verschiedenen Epochen. Die verzogene Tonlinie der großen Glocken verleiht dem Geläut seinen unverwechselbaren Charakter.
| Nr. | Name/Patron             | Nominal | Gewicht  | Gussjahr | Gießer                    |
| --- | ----------------------- | ------- | -------- | -------- | ------------------------- |
| 1   | Josefsglocke            | c′-5    | 2.500 kg | 1947     | Petit & Edelbrock Gescher |
| 2   | Lambertusglocke         | d′+3    | 1.750 kg | 1947     | Petit & Edelbrock Gescher |
| 3   | große Katharinenglocke  | e′=0    | 1.180 kg | 1947     | Petit & Edelbrock Gescher |
| 4   | kleine Katharinenglocke | f′-8    | 950 kg   | 1503     | Wolter Westerhues         |
| 5   | Marienglocke            | g′+2    | 670 kg   | 1947     | Petit & Edelbrock Gescher |
| 6   | Hugoglocke              | a′+7    | 470 kg   | 1910     | Petit & Edelbrock Gescher |